# Esparragosa de la Serena
Esparragosa de la Serena je španělské město situované v provincii Badajoz (autonomní společenství Extremadura).

## Poloha
Obec je vzdálena 15 km od Castuery a 159 km od města Badajoz. Patří do okresu La Serena a soudního okresu Castuera.

## Historie
V roce 1834 se obec stává součástí soudního okresu Castuera. V roce 1842 čítala obec 287 usedlostí a 1210 obyvatel.

## Odkazy

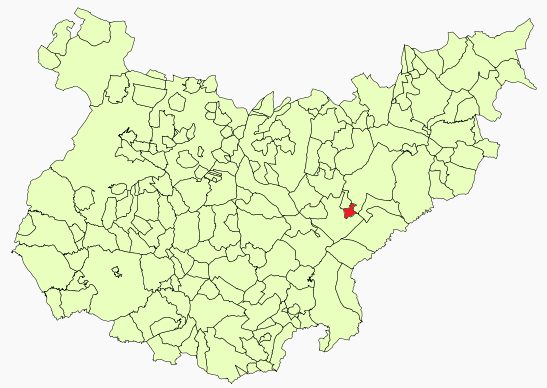
Poloha obce v provincii Badajoz

## Demografie
| Populace obce Esparragosa de la Serena z let (1842–2010) | Populace obce Esparragosa de la Serena z let (1842–2010) | Populace obce Esparragosa de la Serena z let (1842–2010) | Populace obce Esparragosa de la Serena z let (1842–2010) | Populace obce Esparragosa de la Serena z let (1842–2010) | Populace obce Esparragosa de la Serena z let (1842–2010) | Populace obce Esparragosa de la Serena z let (1842–2010) | Populace obce Esparragosa de la Serena z let (1842–2010) | Populace obce Esparragosa de la Serena z let (1842–2010) | Populace obce Esparragosa de la Serena z let (1842–2010) | Populace obce Esparragosa de la Serena z let (1842–2010) | Populace obce Esparragosa de la Serena z let (1842–2010) | Populace obce Esparragosa de la Serena z let (1842–2010) | Populace obce Esparragosa de la Serena z let (1842–2010) | Populace obce Esparragosa de la Serena z let (1842–2010) | Populace obce Esparragosa de la Serena z let (1842–2010) | Populace obce Esparragosa de la Serena z let (1842–2010) | Populace obce Esparragosa de la Serena z let (1842–2010) |
| -------------------------------------------------------- | -------------------------------------------------------- | -------------------------------------------------------- | -------------------------------------------------------- | -------------------------------------------------------- | -------------------------------------------------------- | -------------------------------------------------------- | -------------------------------------------------------- | -------------------------------------------------------- | -------------------------------------------------------- | -------------------------------------------------------- | -------------------------------------------------------- | -------------------------------------------------------- | -------------------------------------------------------- | -------------------------------------------------------- | -------------------------------------------------------- | -------------------------------------------------------- | -------------------------------------------------------- |
| 1842                                                     | 1857                                                     | 1860                                                     | 1877                                                     | 1887                                                     | 1897                                                     | 1900                                                     | 1910                                                     | 1920                                                     | 1930                                                     | 1940                                                     | 1950                                                     | 1960                                                     | 1970                                                     | 1981                                                     | 1991                                                     | 2001                                                     | 2010                                                     |
| 1 210                                                    | 1 196                                                    | 1 174                                                    | 1 157                                                    | 1 246                                                    | 1 246                                                    | 1 337                                                    | 1 492                                                    | 1 397                                                    | 1 579                                                    | 1 802                                                    | 1 843                                                    | 1 741                                                    | 1 252                                                    | 1 127                                                    | 1 081                                                    | 1 126                                                    | 1 075                                                    |